# Garvão
Garvão is een plaats (freguesia) in de Portugese gemeente Ourique en telt 1251 inwoners (2001).